# Макао на Светском првенству у атлетици у дворани 2018.
Макао је учествовао на 17. Светском првенству у атлетици у дворани 2018. одржаном у Бирмингему од 1. до 4. марта дванаести пут. Репрезентацију Макаоа представљала је једна атлетичарка, која се такмичила у трци на 60 метара.,
На овом првенству такмичарка Макао није освојила ниједну медаљу али је оборила национални и лични рекорд.

## Учесници
Жене:
- Им Лан Лои — 60 м

## Резултати

### Жене
| Атлетичарка | Дисциплина | Лични рекорд | Квалификације | Квалификације | Полуфинале           | Полуфинале           | Финале               | Финале  | Детаљи |
| Атлетичарка | Дисциплина | Лични рекорд | Резултат      | Место         | Резултат             | Место                | Резултат             | Место   | Детаљи |
| ----------- | ---------- | ------------ | ------------- | ------------- | -------------------- | -------------------- | -------------------- | ------- | ------ |
| Им Лан Лои  | 60 м       | 7,72 НР      | 7,69 НР, ЛР   | 7. у гр. 3    | Није се квалификовао | Није се квалификовао | Није се квалификовао | 42 / 47 |        |